# Tschokrakella
Tschokrakella es un género de foraminífero bentónico de la subfamilia Miliolinellinae, de la familia Hauerinidae, de la superfamilia Milioloidea, del suborden Miliolina y del orden Miliolida. Su especie tipo es Miliolina caucasica. Su rango cronoestratigráfico abarca el Mioceno medio.

## Clasificación
Tschokrakella incluye a las siguientes especies:
- Tschokrakella aculeata †
- Tschokrakella caucasica †